# Marin & Haverikonsult

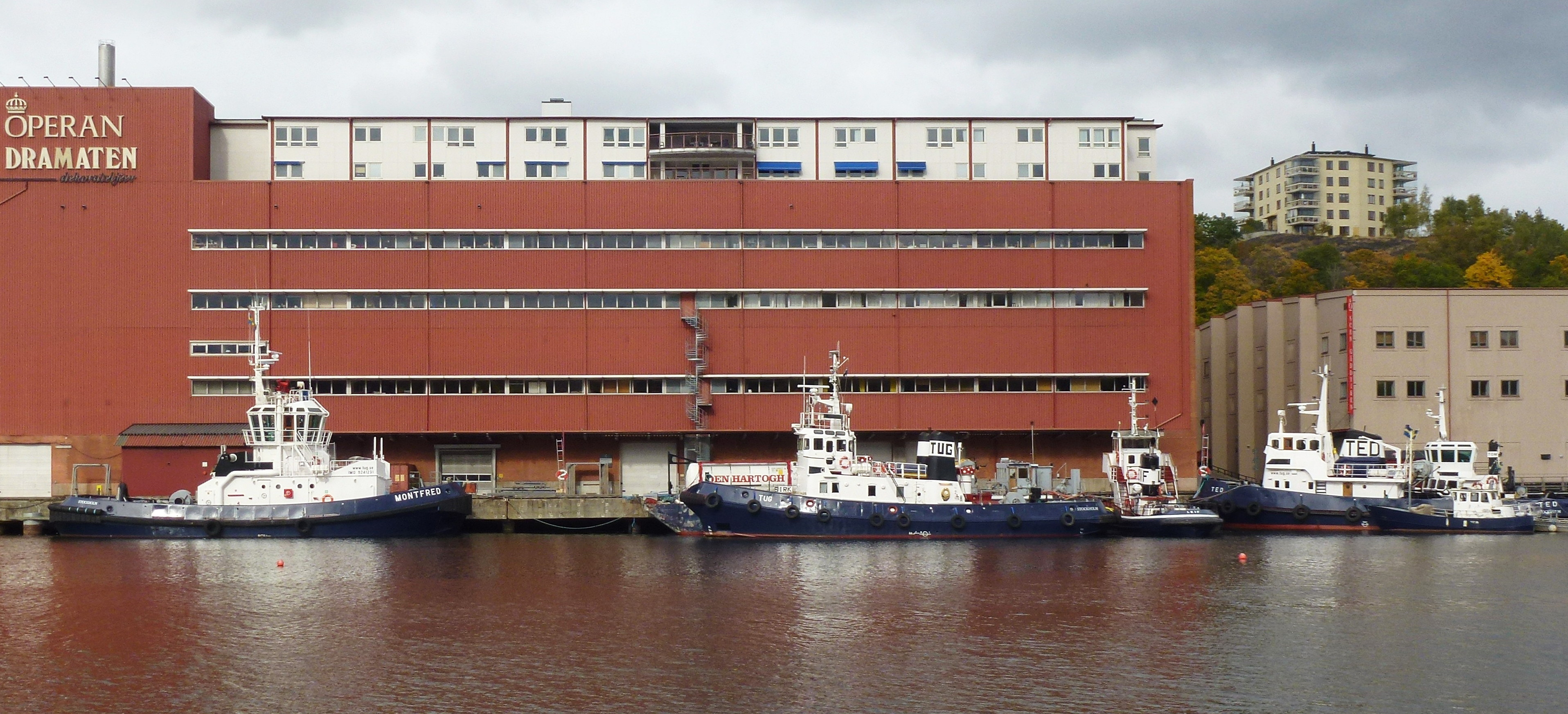
Företagets bogserbåtar vid Gäddviken, 2013. Från vänster: Montfred, Tug, Leif, Ted och Tom.

Marin & Haverikonsult K A Aktiebolag är ett företag inom bogsering av fartyg. Moderbolaget heter Marin & Hamnservice K A AB, med kontor på Kvarnholmsvägen 56 i Nacka.

## Historik
Marin & Haverikonsult grundades 1986 av Kenneth Avelin och bedrev ursprungligen skadebesiktning och bärgning av fartyg. Omkring 1995 började bolaget med bogsering. År 2021 ägde företaget fem bogserbåtar. De senaste förvärven är Tor, som levererades från Damen Shipyards i januari 2017, och Montfred, som köptes i december 2012. Tug såldes 2018. Sedan april 2013 är bogserbåtarna stationerade i Svindersviken nedanför Gäddviken. Ett antal pontoner ingår också i verksamheten, senast en Damen Stan Pontoon 4113, som levererades i jan 2017.

## Bolagets bogserbåtar (2021)
- Tor, 58 tons dragkraft, köpt 2017
- Montfred, 45 tons dragkraft, köpt 2012
- Tug, 30 tons dragkraft, köpt 2001
- Leif, 9,8 tons dragkraft, köpt 1994
- Tom, 6,5 tons dragkraft, köpt 2006

## Bildgalleri

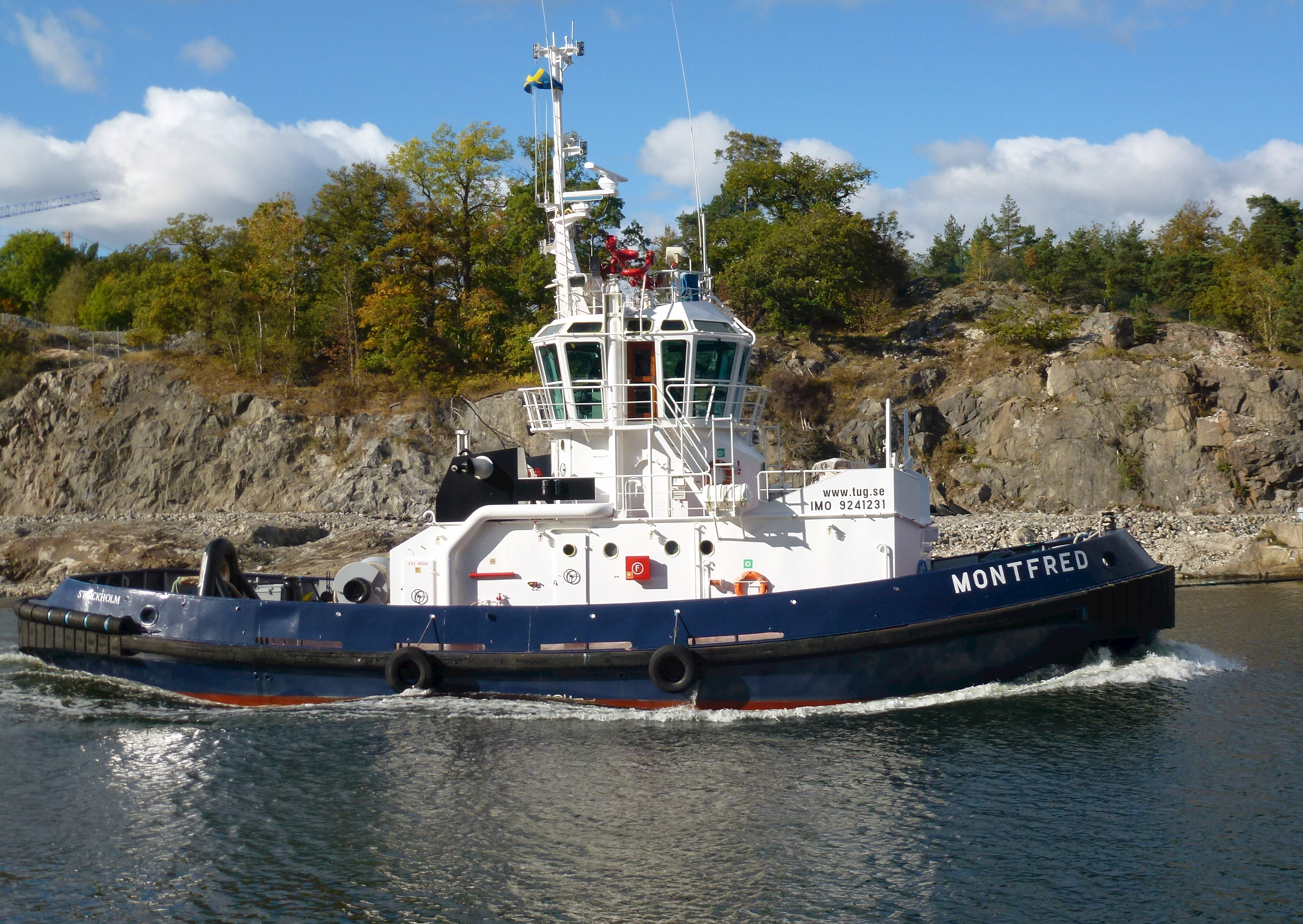
Montfred
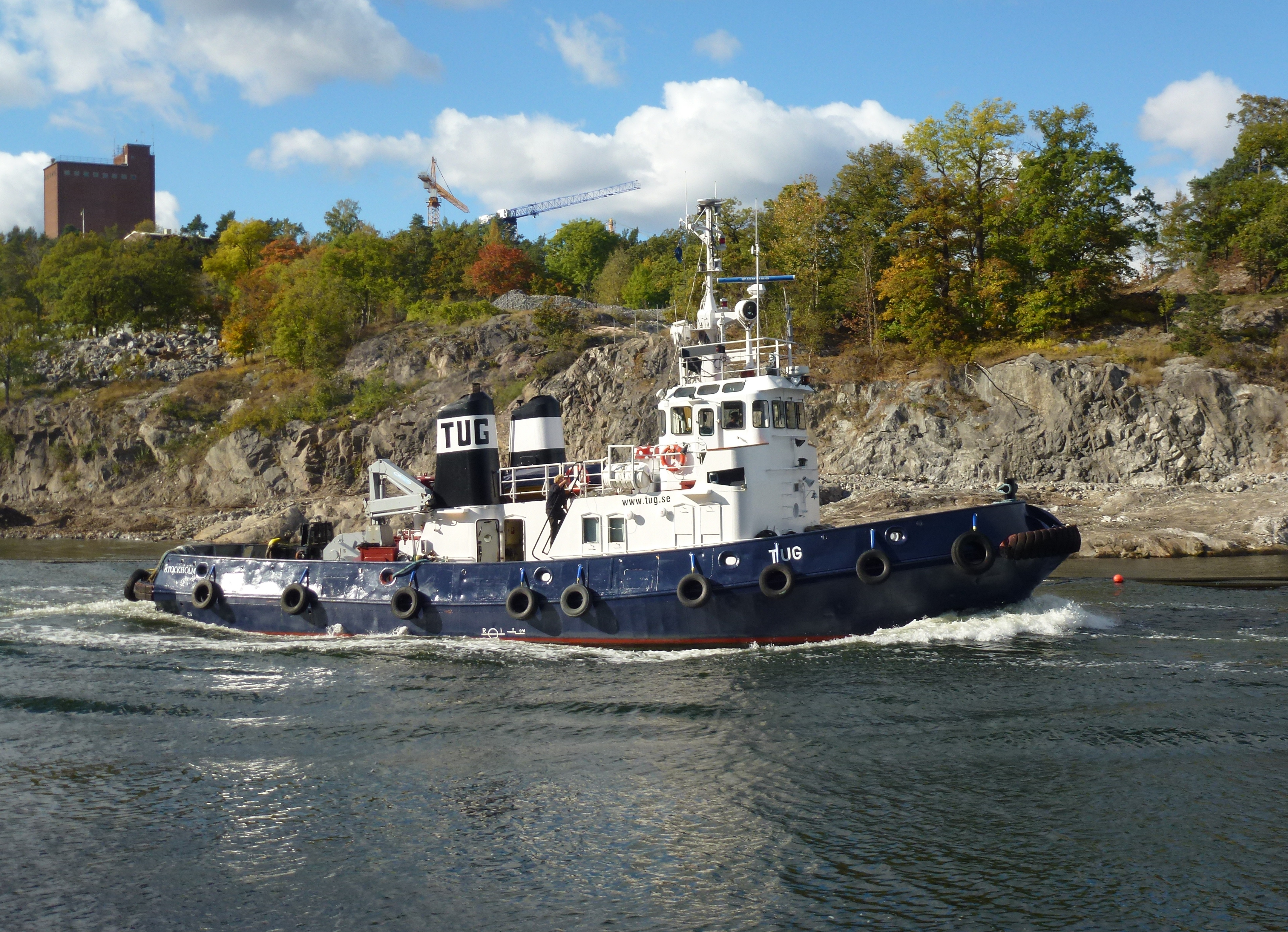
Tug
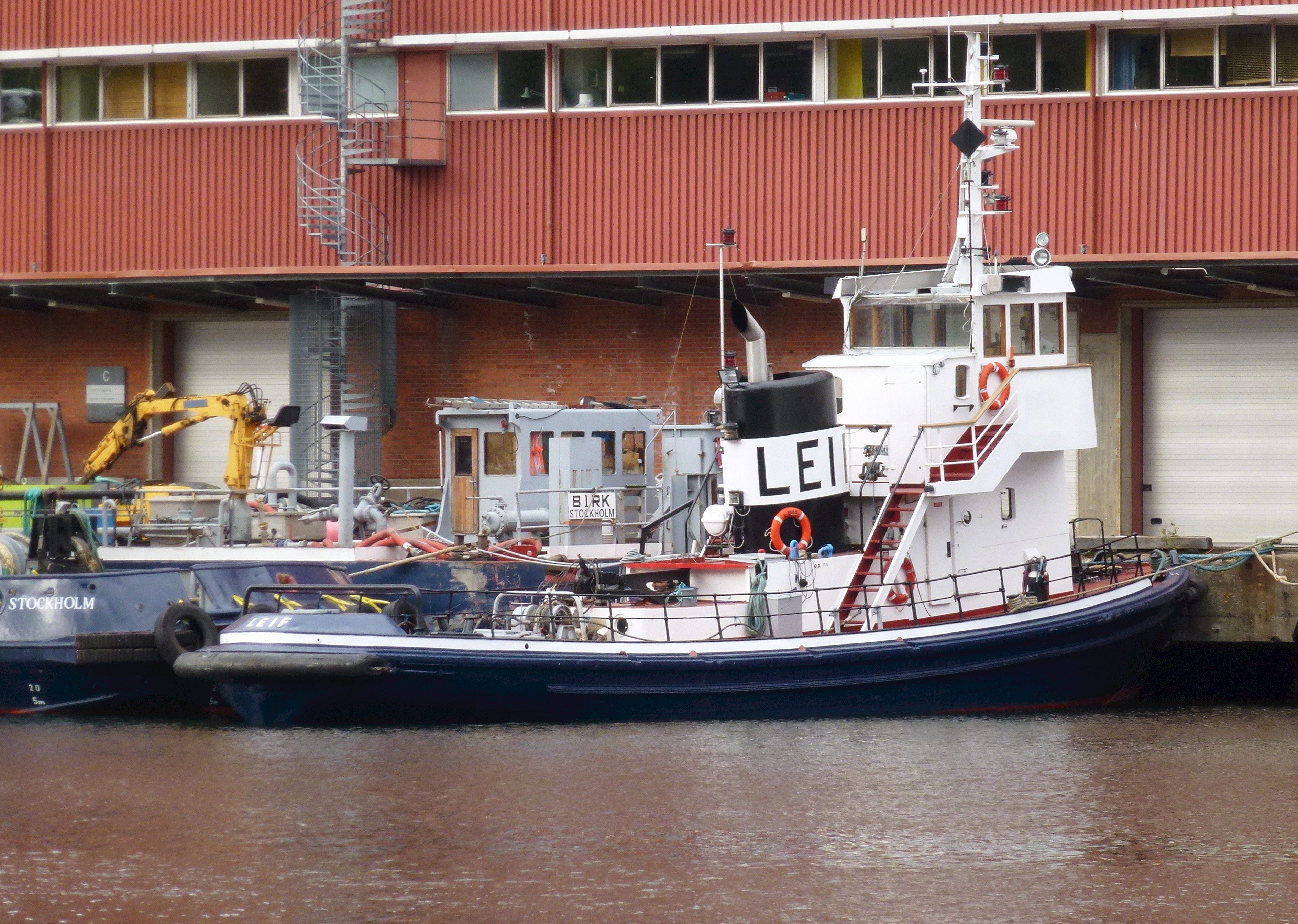
Leif
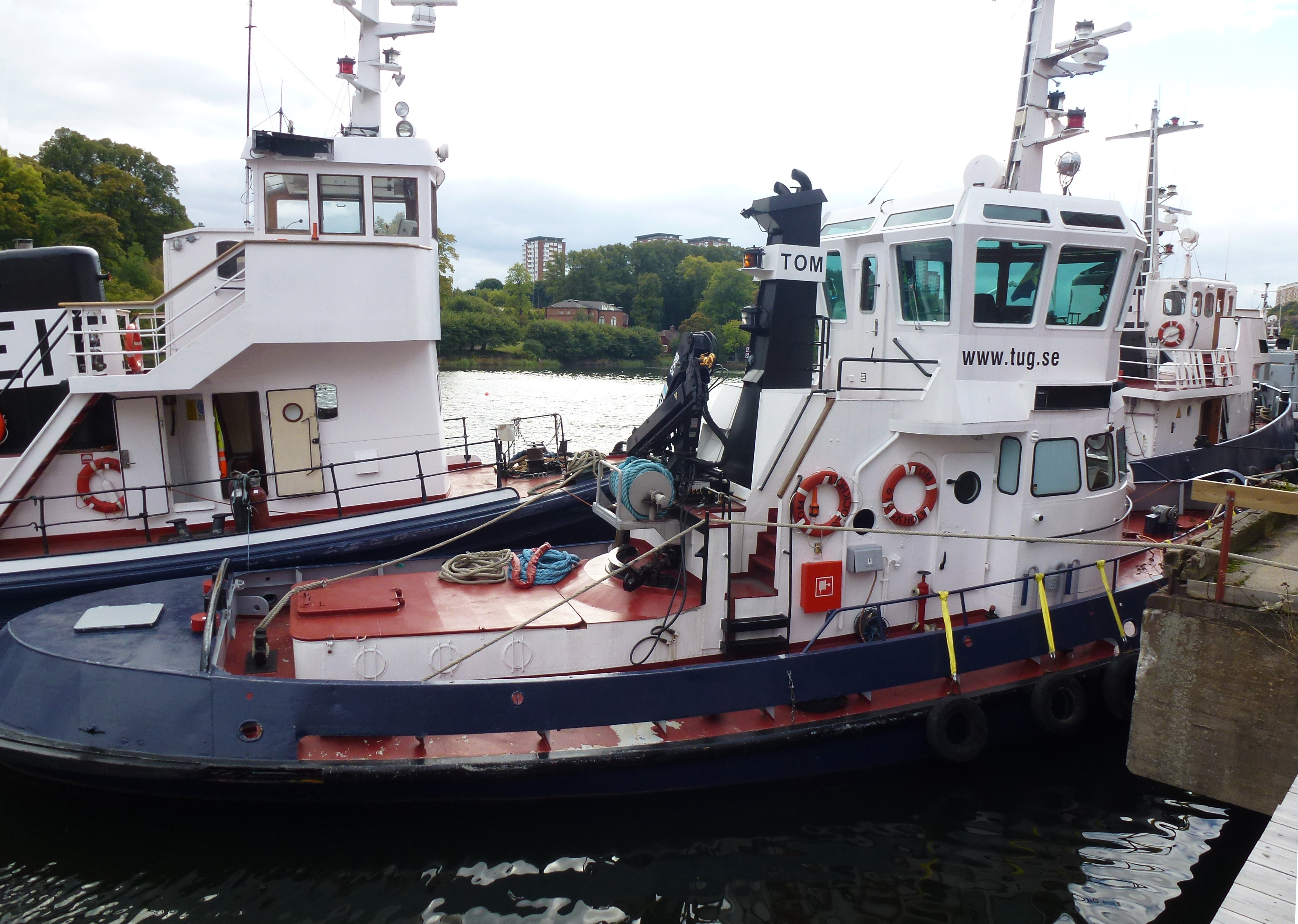
Tom
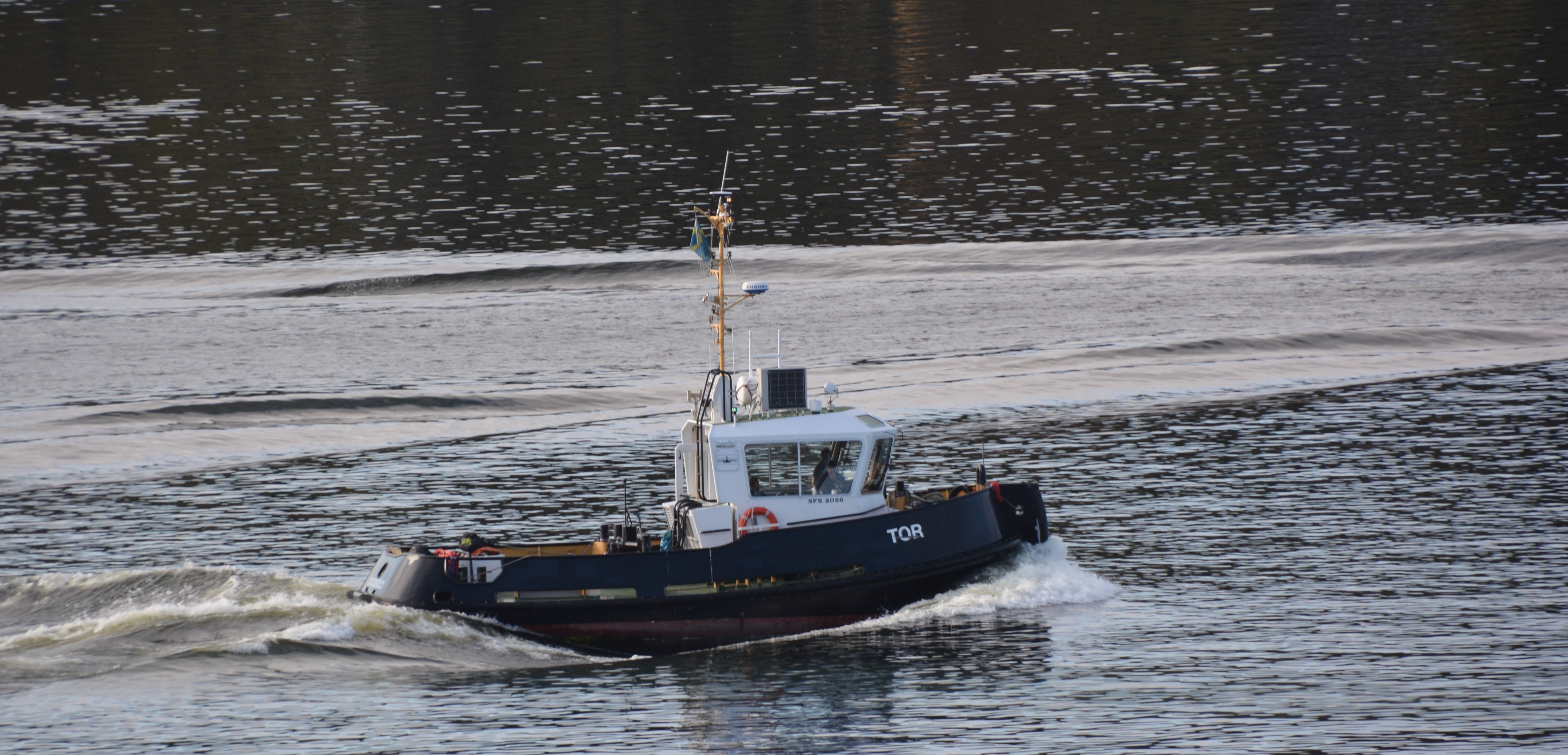
Tor